# بوب ماكفرلين
بوب ماكفرلين (بالإنجليزية: Bob McFarlane)‏ (17 يناير 1887 في المملكة المتحدة - 1 يونيو 1955 في المملكة المتحدة) هو لاعب كرة قدم بريطاني في مركز مهاجم داخلي. لعب مع نادي بارتيك ثيسل.